# Население Либерии

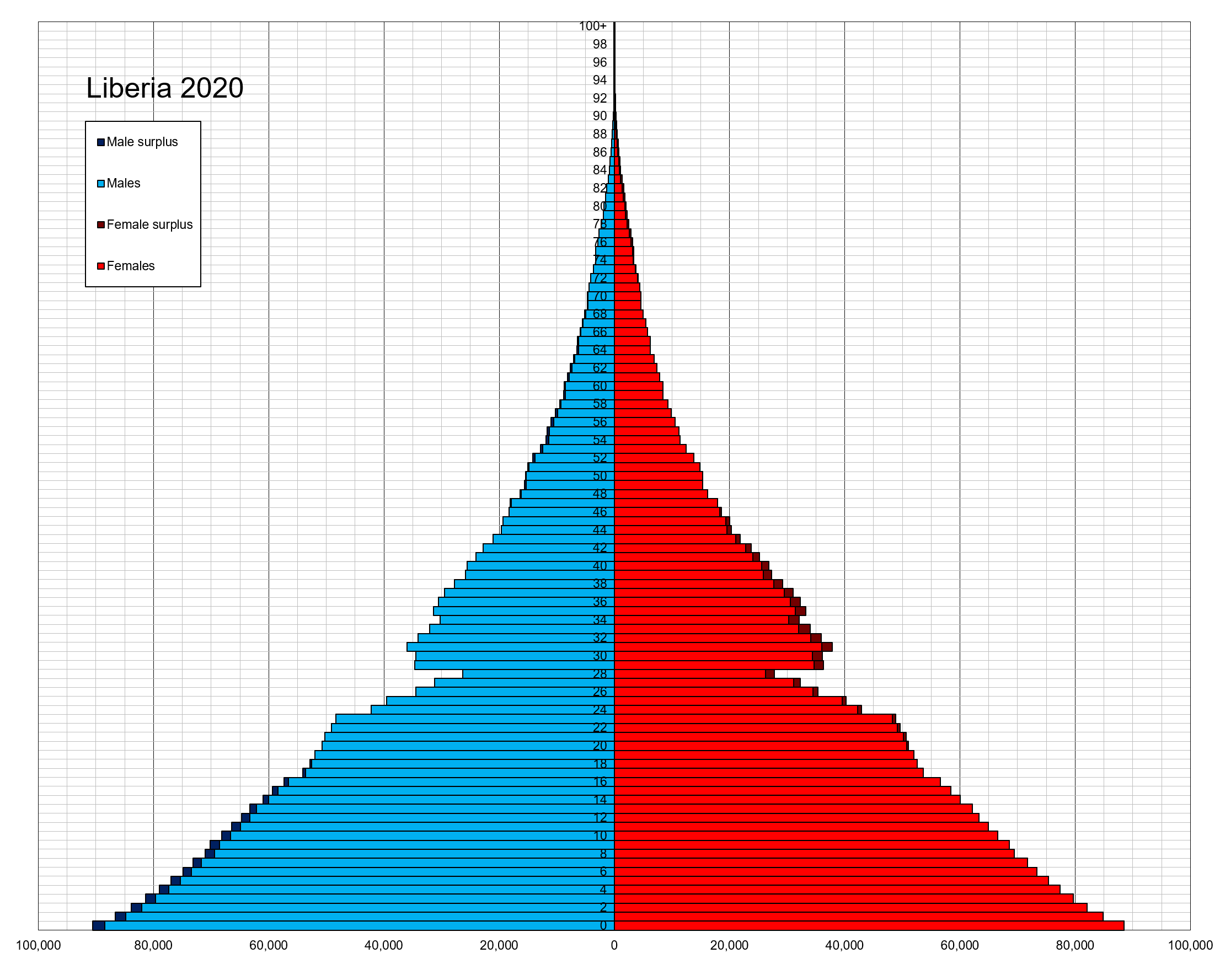
Возрастно-половая пирамида населения Либерии на 2020 год

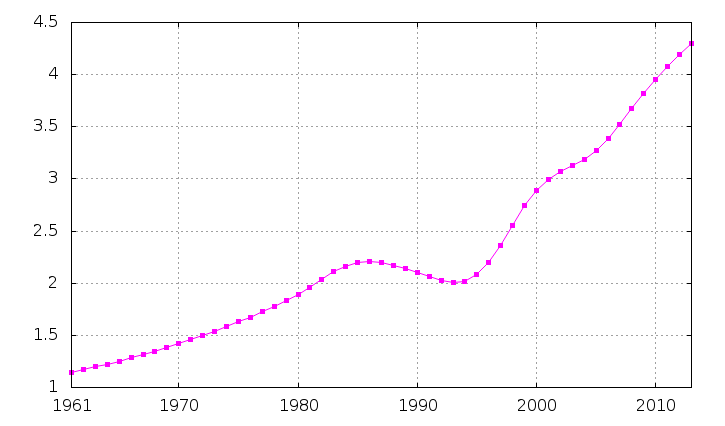
Динамика населения Либерии в 1961—2013 годах.

Численность населения — 5,1 млн (оценка на июль 2020).
Годовой прирост — 2,71 %.
Рождаемость — 38,1 на 1000 (уровень фертильности — 5,24 рождений на женщину).
Смертность — 10,9 на 1000.
Иммиграция (возвращение беженцев) — 0,6 на 1000.
Младенческая смертность — 76,4 умерших на 1000 новорождённых.
Средняя продолжительность жизни — 55 лет для мужчин, 58 лет для женщин.
Заражённость вирусом иммунодефицита (ВИЧ) — 1,7 % (оценка 2007 года).
Городское население — 52,1 % (в 2020).
Этнический состав: негры-аборигены (кпелле, басса, дан и др.) — 95 %, потомки негров из США (америко-либерийцы) — 2,5 %, потомки негров из стран Карибского моря — 2,5 %.
Языки: английский (официальный) — владеют около 20 %, остальные говорят на примерно 20 группах аборигенных языков, в основном, не имеющих письменности.
Грамотность — 73 % мужчин, 41 % женщин (оценка 2003 года).
Религии: христиане — 40 %, мусульмане — 20 %, аборигенные культы — 40 %.

## Население Либерии
| Год            | Население  |
| -------------- | ---------- |
| 1              | 100 000    |
| 1500           | 1 000 000  |
| 1700           | 700 000    |
| 1800           | 600 000    |
| 1900           | 540 000    |
| 1910           | 597 000    |
| 1920           | 577 000    |
| 1930           | 572 000    |
| 1940           | 687 000    |
| 1950           | 824 000    |
| 1960           | 1 039 000  |
| 1970           | 1 385 000  |
| 1980           | 1 876 000  |
| 1990           | 2 575 000  |
| 2000           | 3 164 200  |
| 2010           | 3 591 400  |
| 2030 (прогноз) | 5 146 000  |
| 2100 (прогноз) | 25 313 600 |

## 3 крупнейших города (2010)
1. Монровия — 1 063 000
2. Ганта — 42 000
3. Бьюкенен — 35 000